# Kim Yong-do
Kim Yong-do (김용도) est un syndicaliste nord-coréen, vice-président de la Fédération générale des syndicats de Corée et président du Comité central du syndicat coréen de l’éducation et de la culture.
Dans le cadre du rapprochement intercoréen, il a présidé la délégation nord-coréenne à l'occasion de la première rencontre entre des enseignants des deux Corée.